# Дюбюк, Владимир Александрович
Владимир Александрович Дюбюк (1842—1892) — московский фотограф-любитель, изобретатель хронофотографического аппарата (1891) и аппарата для воспроизведения изображений (1892); отставной коллежский секретарь, купец 2-й гильдии, владелец магазина фотографических принадлежностей, член-учредитель фотографического отдела Общества распространения технических знаний, уполномоченный для ведения дел по Политехнической выставке; член Постоянной комиссии при отделе прикладной физики Политехнического музея.

## Биография

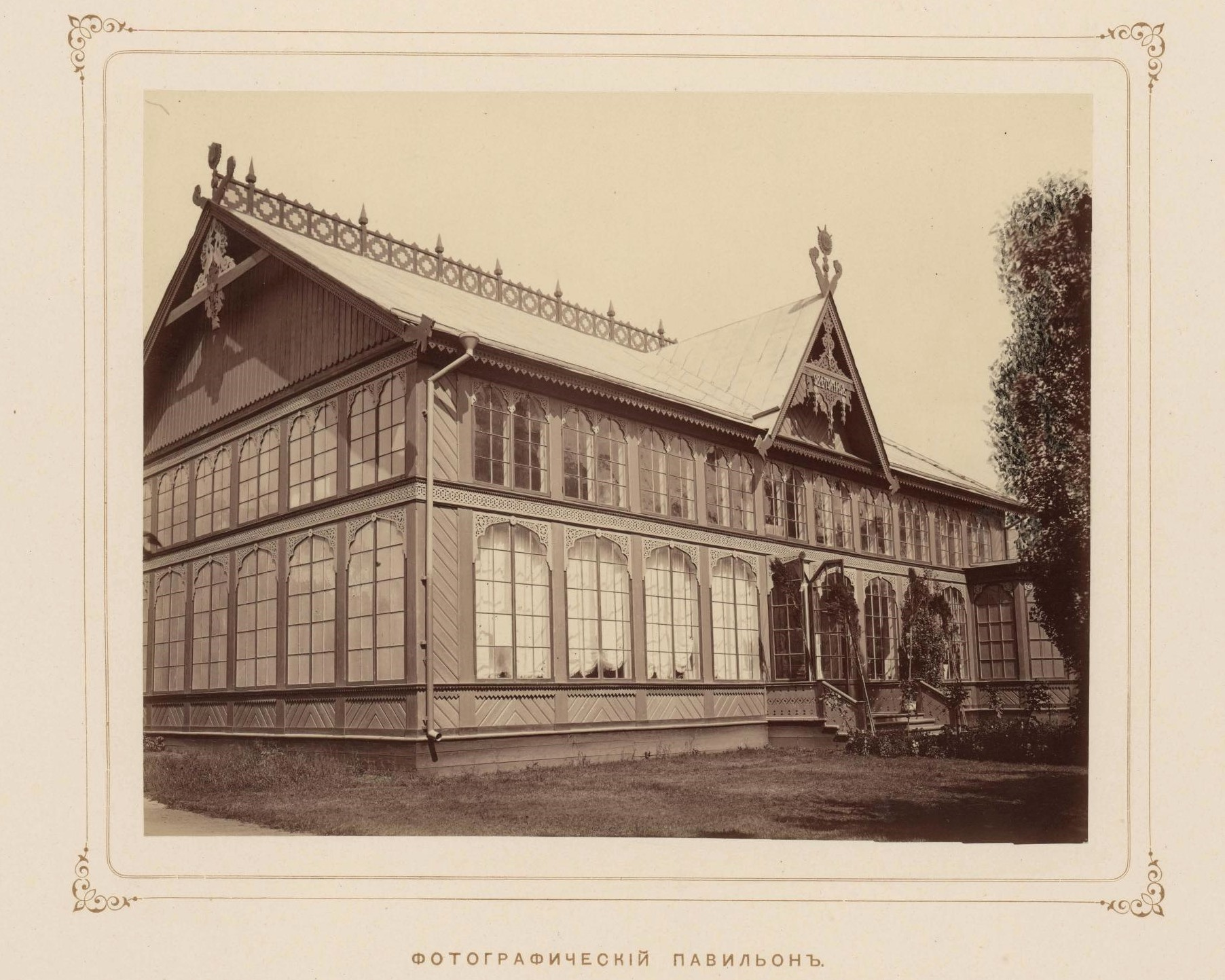
Фотографический павильон Политехнической выставки 1872 года

Родился в семье знаменитого композитора Александра Ивановича Дюбюка и был внуком маркиза, который перебрался в Россию после Великой французской революции.
В. А. Дюбюк за участие в устройстве фотографического павильона на Политехнической выставке 1872 года был удостоен Высочайшей награды, а Комитетом выставки ему был вручен Почётный адрес 2-й категории (Справочник Российские фотографы автор Попов А. П.). В конце 1872 года отставной коллежский секретарь В. А. Дюбюк открыл магазин фотографических принадлежностей «Шарль и Дюбюк» на Никитской улице, против Газетного переулка, в доме Черневой. Магазин проработал до 1885 года.
Также В. А. Дюбюк был основателем фотографического отдела «Общества распространения технических знаний» в Москве, созданного в 1872 году и стал его пожизненным членом-учредителем. Во время деятельности в ОРТЗ он выступал с докладами и сообщениями, организовывал выставки, конкурсы, публичные чтения. В разработке правил из 29 параграфов принимали участие московские фотографы-профессионалы и любители: Дюбюк В. А., Шиллер А. Н., Симоненко П. Ф., Тулинов М. Б. и Пекарский Я. А. Цель Отдела — содействовать разработке и распространению художественных и технических знаний, касающихся фотографии.

В 1891 году В. А. Дюбюк изобрёл тахископ, параллельно с немецким изобретателем Оттомаром Аншютцем. 5 декабря 1891 года на 122 заседании Постоянной комиссии при Отделе прикладной физики Московского музея прикладных знаний (Политихнического) Дюбюк продемонстрировал своё изобретение «для снимания на бегах и скачках», что следует из протокола. Изобретение аппарата для скоростной съёмки было инновацией для того времени. Изобретатель также сделал доклад в Обществе распространения технических знаний на тему: «Моментальные фотографические снимки на скачках и бегах». Газета "Новости дня " 15 февраля 1892 года писала о проведённой Дюбюком съёмке скачек по заказу Коннопромышленного товарищества в Москве:
«В. А. Дюбюк выставил ряд снимков лошадей Коннопромышленного общества во время движения. Чудеса снимков лошадей на ходу показывает „электротахископ“, оживляющий фотографии. Зрителю кажется, что лошадь и всадник без остановки движутся, причём отчётливо видны все движения мускулов всадника и лошади»
Снимки лошадей в движении экспонировались на фотографической выставке в Москве в феврале 1892 года.
В. А. Дюбюк внезапно скончался в 1892 году, за два года до изобретения кинетоскопа Томаса Эдисона и три года до получения патента на изобретение синематографа братьями Люмьер.
До сегодняшнего дня не сохранились ни сами тахископы, существовавшие в единичном экземпляре, ни их фотографии, однако в октябре 2024 году археологи в Нижнем Новгороде обнаружили часть уникального тахископа Дюбюка: две металлические детали, одна из которых представляет собой большую станину, которая служила основой прибора, с гравировкой «Москва. В. А. Дюбюкъ»; второй фрагмент — это, вероятно, ручка, которой вращали диск или иной элемент. Аппарат могли привезти в Нижний Новгород на художественно-промышленную выставку 1896 года. Или её мог сохранить в своей мастерской знаменитый русский фотограф Андрей Осипович Карелин, который жил и работал в Нижнем Новгороде. Либо тахископ мог остаться у внучатого племянника Владимира Дюбюка — Евгения, известного краеведа, который умер в 1942 году в городе Горьком. Сейчас «Красный архитектор» ведет переговоры с музеем фотографии на улице Пискунова, чтобы передать находки.